# Ultraman X Der Film: Hier kommt es! Unser Ultraman
Ultraman X Der Film: Hier kommt es! Unser Ultraman (jap. 劇場版 ウルトラマンX きたぞ! われらのウルトラマン, Gekijōban Urutoraman Ekkusu Kita zo! Warera no Urutoraman) ist ein japanischer Superhelden- und Kaiju-Film, der als Verfilmung der Ultra-Serie-Fernsehserie ‘Ultraman X’ 2015 dient. Er wurde am 12. März 2016 veröffentlicht, anlässlich des 50. Geburtstages der Ultra-Serie sowie des 50. Geburtstags von Ultraman und des 20. Geburtstags von Ultraman Tiga, die beide in diesem Film als Nebencharaktere auftreten. Der Film wird auch am 8. Januar 2017 in den Vereinigten Staaten zusammen mit dem Ultraman Ginga S der Film Showdown: Ultra 10 Krieger! als Doppelfunktion veröffentlicht. Schauspieler der englischen Synchronisation wurden am 10. Dezember 2016 von SciFi Japan angekündigt.
Der Hauptschlagsatz in diesem Film ist „Zaigorg Schläge! Entfessle die Beta Spark Armor!!“ (jap. 地獄襲来! 解き放て究極の力!!, Zaigōgu shūrai! Tokihanate Bēta Supāku Āmā!!)

## Zusammenfassung
Der Film beginnt mit mehreren Clips aus früheren Episoden von „Ultraman X“, die von Ultra Flare bis zu Xios finalem Kampf mit Greeza reichen. Zurück in der Gegenwart erzählte Guruman eine Geschichte über den ursprünglichen Ruhm von Ultraman in der Galaxie und präsentierte den Lab-Mitgliedern eine Replik der ursprünglichen Beta-Kapsel in der Hoffnung, den Ultra-Krieger zu nennen, aber stattdessen löste sie eine Kettenreaktion aus, die das ganze Labor auslöste in der Explosion. Xio-Mitglieder feierten Daichis Rückkehr von seiner monumentalen Beobachtung in Australien, obwohl die Gruppe von dem stellvertretenden Kapitän Sayuri unterbrochen wurde, der sie während des Jobs zum Essen aufforderte. Auf einmal erhielten sie eine abnormale Funkwelle von der Baraji Ruinen (jap. 芭羅慈, Baraji Iseki!!) in Baraji Dorf, Präfektur Akita gelegen, ein altes Zivilisationsgebiet, in dem eine mysteriöse Pyramide vor langer Zeit entdeckt wurde. Am Ort angekommen, Daichi und Asuna Tsukasa Tamaki und ihr Sohn Yuuto, sowie Carlos Kurosaki, eine abenteuerliche Berühmtheit, die im Internet Berühmtheit erlangt und versucht, auch in die Pyramide einzutreten. Sie betreten die Pyramide durch ein Loch, das Carlos zerstört hat, und entdecken eine riesige Statue von Ultraman Tiga und einen blauen Stein. Getrieben von seiner eigenen Gier nimmt Carlos den blauen Stein, indem er die Warnungen ignoriert, die Tsukasa zu erzählen versucht hat, und deshalb beginnt die Pyramide zu erschüttern. Er und seine Filmcrews fliehen und überlassen den Rest Xio und ein Monster taucht aus der Pyramide auf.
Daichi verwandelte sich in X und kaufte den anderen einige Zeit, um zu entkommen. Das Monster ist zu mächtig für X, um es zu bearbeiten, sogar Exceed X, die stärkere Form des Ultramans, und zwingt ihn, sich mit Daichi zu trennen und den X Devizer zu beschädigen, bevor er in den Untergrund ging.
Das Mutter-Sohn-Paar wurde in das Xio-Hauptquartier gebracht und Tsukasa enthüllte schnell den Namen des Monsters: Devil Beast Zaigorg. Vor langer Zeit wurde die Erde von Zaigorg in einen ähnlichen Zustand wie die Hölle verwandelt, bis das Monster von früheren Ultra-Krieger besiegelt wurde. Aber das Siegel hat sich gelüftet und Tsukasa beschuldigt sich, Carlos nicht aufhalten zu können. Unterdessen kann Daichi X mit einem kleinen Volt Strom wiederherstellen, aber mit dem X Devizer, der noch immer beschädigt ist, kann er nicht transformieren. Nachdem er Tigas Statue inspiziert hatte, entschied sich Guruman dafür, Cyber Cards basierend auf dem Riese und dem Original Ultraman zu erstellen. Rui führt Yuuto zu einer Tour innerhalb der Abteilung des Lab-Teams und trifft Dr. Guruman, der dem Jungen die Cyber Cards vergangener Ultra-Krieger präsentiert, die Xio und X in der Vergangenheit getroffen haben. Im Gegenzug enthüllte Yuuto mehrere Artefakte, die er während seiner Expedition mit seiner Mutter gesammelt hatte, als Guruman sich eines von ihnen lieh, das seine Aufmerksamkeit auf sich zog. Unter Anleitung ihrer Forschungen enthüllte Tsukasa, dass Zaigorg nur noch einmal versiegelt werden kann, wenn man den gleichen blauen Stein benutzt, und dass das Monster seinen Weg zur Zerstörung davon gemacht hat. Bei Carlos Communications feierte Carlos Kurosaki sein kürzliches Abenteuer und enthüllte den blauen Stein, aber seine Popularität nahm nach dem Verlust eines Tiervideos ab. Während Asuna und Tsukasa versuchten, alle zu befehlen, das Gebäude zu räumen, startete Xio die Operation „Höllen Nummer 3“ (jap. 黄泉三号 Yomi San-gō), um Zaigorg davon abzuhalten, sich dem Turm zuzuwenden. Xio-Mitglieder nutzten die Kräfte der Cyber-Karten, aber ohne Erfolg, als ein Zaigorg Gorg Antlar und Gorg Fire Golza als seine Assists vorbereitete.
Mit den drei Monstern, die sich Carlos Communications nähern, wird schließlich eine Evakuierung durchgeführt. Yuuto sieht dieses Szenario aus dem Labor und versucht, seiner Mutter zu helfen, was dazu führt, dass seine Emotionen mit dem blauen Stein, der mysteriösen Reliquie und dem X Devizer mitschwingen. Rui brachte X, Yuuto und die Reliquie unter Gurumans Befehle, bevor er ebenfalls gegen Zaigorg zu Xio-Mitgliedern stieß. Kurosaki holt den blauen Stein nach einem kurzen Handgemenge zurück und verschiebt schnell seinen Fokus, um Tsukasa zu retten, nachdem er von einem Stahlträger mit Saeko (seinem Assistenten), Daichi, Asuna und Yuuto eingeschlossen wurde. Als Zaigorg sich nähert, befiehlt sie ihnen, sie zu verlassen, aber Yuutos Wunsch, seine Mutter zu retten, lässt sein Relikt ihm die nötige Kraft geben, um den Stahlträger zu heben. Die Kruste der Reliquie löst sich ab und zeigt ihre wahre Form, die mit dem blauen Stein und dem X Devizer in Resonanz ist. Als Yuuto und Tsukasa dabei waren, von einer Mauer niedergetrampelt zu werden, hob der Junge schnell das Relikt und verwandelte sich in Ultraman Tiga, rettete seine Mutter und schob Zaigorg weit vom Gebäude weg. Der X Devizer repariert sich selbst und Daichi nutzt diese Gelegenheit schnell um sich zu transformieren. Der blaue Stein reagiert, beschwört das ursprüngliche Ultraman und alle drei Giganten und Xio-Mitglieder schließen sich Zaigorg und seinen Monstern an. Sowohl Ultraman Tiga als auch Ultraman erhielten Unterstützung von Xios Cyber-Card-Waffen, die ihnen dabei halfen, Gorg Antlar und Gorg Fire Golza zu besiegen. Als Ultraman X scheinbar Zaigorg besiegte, erschien das Monster unversehrt und erwürgte Ultraman und Tiga mit ihren Tentakeln, um ihre Lichtenergien zu absorbieren und verwandelte sie in fünf Raketen, die auf X landeten, bevor sie in verschiedenen Ländern der Welt antraten und fünf Tsurugi Demaaga beschworen. Guruman hat die Cyber Cards von Ultraman und Tiga fertiggestellt und sie von Rui und Mamoru an Daichi geschickt, der sie benutzt und Ultraman X mit der Beta Spark Armor ausgestattet hat. Mit dem Beta-Spark-Schwert befreite er Tiga und Ultraman und kämpft gegen Zaigorg. Die Cyber-Karten vergangener Ultra Warriors fanden Resonanz und riefen sie alle dazu auf, Tsurugi Demaaga in verschiedenen Teilen der Welt zu bekämpfen. X fusionierte mit Tiga und Ultraman und schuf einen riesigen Datenflügel, der den Ultra-Kriegern der Welt die nötige Energie verlieh, um Tsurugi Demaaga zu besiegen. Als er zur Erde zurückkehrte, tötete er schnell Zaigorg und beendete seine Schreckensherrschaft.
Die anderen feiern den Sieg des X und die Ultra Warriors formieren sich kurz bevor sie gehen. Tiga kehrte zu Yuuto und X getrennt mit Daichi zurück. Aufgrund der Bindungen der Menschheit gewann er schließlich den wahren Körper wieder, der vor 15 Jahren verloren gegangen war und Ultraman verlässt die Erde. X dankte Xio für ihre Kooperation, seit sie Daichi zum ersten Mal getroffen und beruhigt haben, dass sie immer vereint bleiben und zurückkehren werden, sollte die Erde noch einmal in Gefahr sein, bevor sie geht. Yuuto erwachte, hatte fast keine Erinnerung an seine Zeit als Tiga, wurde aber von seiner Mutter gelobt, etwas, nach dem er sich gesehnt hatte. In der Zentrale feiern Xio-Mitglieder ihren Sieg, aber X kehrte zu ihnen zurück und erklärte, dass die Erde von Desastro, einem Monster aus der Centaurus Constellation, angegriffen wird. Xios Satellit nimmt die Sichtungen des Monsters auf und das Team rollt wieder aus.

## Produktion
Das Projekt wurde zuerst von Tsuburaya Productions am 23. Juli 2015 und im Ultraman Festival 2015 angekündigt.
Am 28. November 2015 wurde der Titel und das Filmplakat im Blog von Tsuburaya Productions veröffentlicht.
Takami Yoshimoto, zuvor für Rena Yanase in „Ultraman Tiga“ bekannt, war einer der begleitenden Casts. Takami selbst ist die Tochter von Susumu Kurobe (der Schauspieler des ursprünglichen Protagonisten des Ultramans, Shin Hayata), der auch der Gastbegleiter der Pressekonferenz des Films ist, als letzterer seine Glückwünsche ausspricht. Michael Tomioka, Schauspieler von Carlos Kurosaki war Gast-Schauspieler in der Episode 44 Ultraman Dyna (Ultraman Dyna) und gab an, dass er geehrt war, Teil des Films zu sein, die Ultra-Reihe seit seiner Kindheit beobachtend.
Seit der Vorführung des Films wurden mehrere Bühnengrüße gehalten. Der letzte Bühnengruß war am 11. Mai 2016, der als Zeichen der Abreise für die Abgüsse von Ultraman X zu den Zuschauern gehalten wurde, als Daichi Ozora (Kensuke) den Stab an Ultraman Orb, den Ultra-Krieger von seiner kommenden Titularserie namens Ultraman Orb.

## Englische Synchronisationsproduktion
Im Dezember 2016 gaben das japanische Studio Tsuburaya Productions Company Ltd. und ihr US-Distributor William Winckler Productions, Inc. bekannt, dass ausgewählte US-amerikanische Kinos in allen wichtigen Städten der USA den englischsprachigen Ultraman-Spielfilm Ultraman X: The Movie. Dies war der erste nordamerikanische Kinostart eines Ultraman-Spielfilms in seiner gesamten 50-jährigen Geschichte. Es Premiere in einem Doppel-Feature zusammen mit ihrem neuen englisch synchronisierten Film Ultraman Ginga S der Film am 8. Januar 2017.

## Deutsche Synchronisationsproduktion
Im August 2018 gaben das japanische Studio Tsuburaya Productions Company Ltd. und ihr deutscher Händler Interopa Film GmbH mit Mediengruppe RTL Deutschland kündigte an, dass ausgewählte Kinos in allen deutschen, österreichischen und Schweizer Großstädten den deutschen Synchrontitel vorstellen werden.  Die deutsche Version wird im April 2019 in Deutschland, Österreich und der Schweiz erscheinen.

## Besetzung

### Japanische Darsteller
Schauspieler
- Daichi Ozora: Kensuke Takahashi
- Asuna Yamase: Akane Sakanoue
- Wataru Kazama: Yoshihiko Hosoda
- Hayato Kishima: Ukyo Matsumoto
- Mamoru Mikazuki: Hayato Harada
- Rui Takada: Haruka Momokawa
- Takeru Yamagishi: TAKERU
- Chiaki Matsudo: Chiaki Seshimo
- Sayuri Tachibana: Sarara Tsukifume
- Shotaro Kamiki: Yuu Kamio
- Tsukasa Tamaki: Takami Yoshimoto
- Yuto Tamaki: Serai Takagi
- Saeko Kirihara: Yuka Nakayama
- Carlos Kurosaki: Michael Tomioka
- Direktor: Satoshi Tochihara
- Videofilmer: Kenta Akayama
- Lighting technician: Taro Fujisawa
- Lichttechniker: Koji Kunishige

Sprecher
- Ultraman X: Yuichi Nakamura
- Alien Fanton „Guruman“: Yasunori Matsumoto
- Ultraman Ginga: Takuya Negishi
- Ultraman Zero: Mamoru Miyano
- Narrator: Hibiku Yamamura

### Englische Synchronsprecher
- Daichi Ozora: Britain Simons
- Asuna Yamase: Elise Napier
- Wataru Kazama: John Katona
- Hayato Kishima: Bradford Hill
- Mamoru Mikazuki: Josh Madson
- Rui Takada: Valerie Rose Lohman
- Takeru Yamagishi: R.J. Wort
- Chiaki Matsudo: Beth Ann Sweezer
- Sayuri Tachibana: Alison Lees-Taylor
- Shotaro Kamiki: Roy Abramsohn
- Tsukasa Tamaki: Pamela Hügel
- Yuto Tamaki: Anisa Vong
- Saeko Kirihara: Lisle Wilkerson
- Carlos Kurosaki: Justin Andrews
- Assistent der Show: Parissa Koo
- Regisseur: Jay Dee Witney
- Ultraman X: William Winckler
- Alien Fanton „Guruman“: G. Larry Butler
- Ultraman Ginga: Nicholas Adam Clark
- Ultraman Victory: Bryan Forrest
- Ultraman Zero: Daniel Van Thomas
- Ultraman Max: Frank Gerrish
- Erzähler: David Ruprecht

### Deutsche Synchronsprecher
Wird im Winter 2019 bekannt geben.

## Titelsong
- "Unite ~ mit dir zu vereinigen ~ (jap. Unite ～君とつながるために～ Unite ~Kimi to Tsunagaru Tame ni~)
  - Lyrics: TAKERU, Chiaki Seshimo
  - Zusammensetzung & Anordnung: Takao Konishi
  - Künstler: Voyager feat. Project DMM